# Lars-Olof Bengtson
Lars-Olof Bengtson, född 22 mars 1958, är en svenskspråkig Göteborgsbaserad författare och före detta punkmusiker. Som punkare på 1970- och 1980-talen gjorde han sig känd under sin pseudonym LOB. Han var sångare i punkbandet Göteborg Sound, gitarrist och sångare i GLO, han spelade med och skrev låtar för Rukorna och var senare gitarrist och låtskrivare i Troublemakers. Mellan åren 1988 och 1995 gav han ut de tre böckerna Excelsior, Biblia samt Exitus. I dessa blandas porr, våld och annat obscent på ett medvetet satiriskt, men onekligen humoristiskt, sätt. Böckerna innehåller också ett flertal grova personangrepp på kända personer.